# Чонталес
Чонталес (на испански: Chontales) е един от 15-те департамента на Никарагуа. Чонталес е с население от 189 871 жители (по приблизителна оценка от юни 2019 г.) и обща площ от 6481 км². Департамент Чонталес е разделен на 10 общини.